# Andrew Gurr

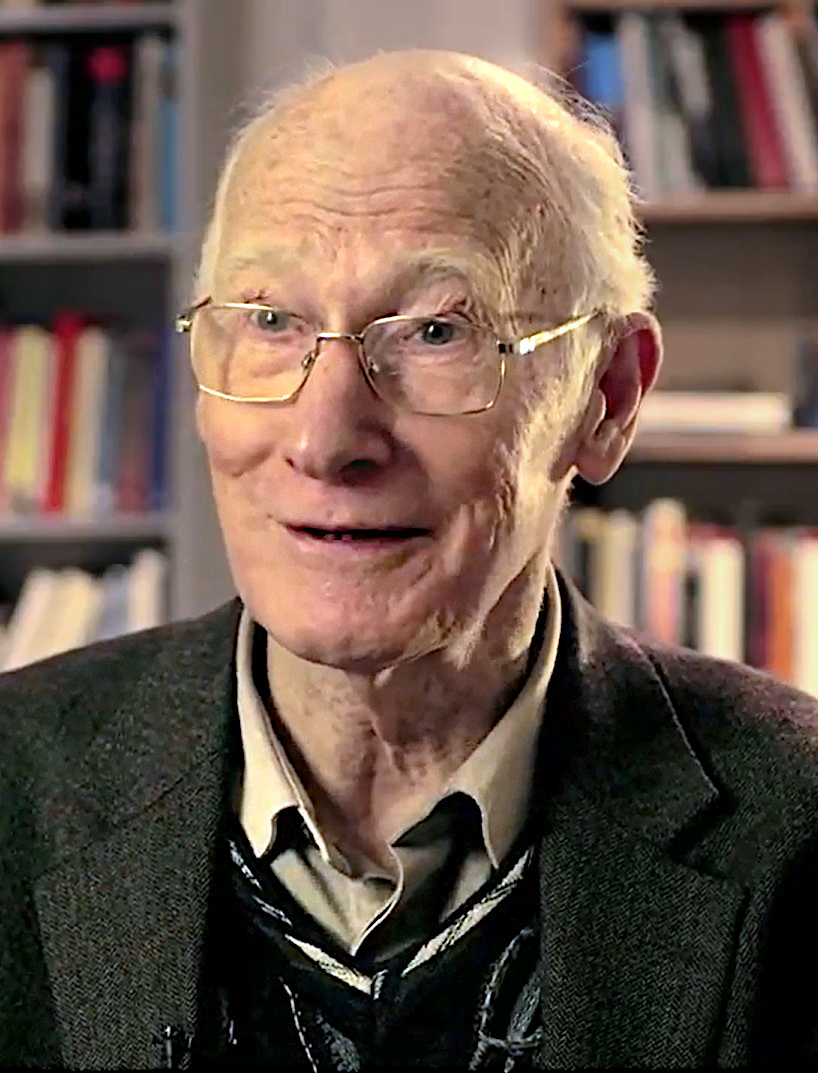
Andrew Gurr im Jahr 2013

Andrew John Gurr (* 23. Dezember 1936) ist ein britischer Shakespearegelehrter.

## Leben und Werk
Gurr ist in Leicester geboren und in Neuseeland aufgewachsen. Er hat an der University of Auckland und an der Cambridge University studiert. An den Universitäten von Wellington, Leeds und Nairobi hat er in der Zeit von 1969 bis 1973 gelehrt. Vor seiner Emeritierung war er Professor an der University of Reading. In den frühen 1980er Jahren verfasste Gurr zusammen mit Claire Hanson eine Studie über Katherine Mansfield und zwei Werke zur afrikanischen Literatur. Er wandte sich dann dem Werk von Shakespeare, dem Studium des Renaissance-Dramas und der elisabethanischen Theaterpraxis zu. Gurr gab einzelne Shakespearestücken heraus, nämlich die New Cambridge Shakespeare-Ausgaben von Henry V und Richard II. Außerdem besorgte er Ausgaben der Werke von John Fletcher. Der Neubau des Globe Theatre wurde von ihm wissenschaftlich geleitet. Er war auch beratend tätig bei der Rekonstruktion des „Blackfriars Playhouse“ in Staunton (Virginia). In der Zeit von 1988 bis 1998 war er der Herausgeber der Zeitschrift Modern Language Review.

## Veröffentlichungen
- Shakespeare's Opposites: The Admiral's Company 1594 - 1625 (2009) Cambridge University Press
- The Shakespeare Company (2004) Cambridge University Press
- The First Quarto of Henry V by William Shakespeare, editor, (2000) Cambridge University Press
- Staging in Shakespeare's Theatres, with Mariko Ichikawa (2000) Oxford University Press
- William Shakespeare: The Extraordinary Life of the Most Successful Writer of All Time (1996) HarperCollins
- The Shakespearean Playing Companies (1996) Clarendon
- The Shakespearean Stage, 1574–1642 (1992) Cambridge University Press
- King Henry V by William Shakespeare, editor, (1992) Cambridge University Press
- Rebuilding Shakespeare's Globe, with John Orrell (1989)  Weidenfeld & Nicolson
- Studying Shakespeare: an Introduction (1988) Arnold
- Playgoing in Shakespeare's London (1987) Cambridge University Press
- King Richard II by William Shakespeare, editor, (1984) Cambridge University Press
- Writers in Exile: the Identity of Home in Modern Literature (1981) Harvester Press
- Katherine Mansfield, with Claire Hanson (1981) Macmillan
- Hamlet and the Distracted Globe (1978) Scottish Academic Press (for Sussex University Press)
- Black Aesthetics, editor with Pio Zimiru, (1974) East African Literature Bureau
- Writers in East Africa, with Angus Calder (1973) East African Literature Bureau
- The Maid's Tragedy by Francis Beaumont and John Fletcher, editor, (1969) University of California Press
- Philaster by Beaumont and Fletcher, editor, (1969) Methuen
- The Knight of the Burning Pestle by Francis Beaumont, editor, (1968) University of California Press

## Nachweise
- Magill, Frank Northen et al., eds. Cyclopedia of World Authors. Pasadena, CA, Salem Press, 1997.